# Orałchan Ömyrtajew
Orałchan Jergalinuły Ömyrtajew (kaz. Оралхан Ерғалиұлы Өміртаев, ros. Оралхан Ергалиулы Омиртаев, ur. 16 lipca 1998 w Karagandzie) – kazachski piłkarz grający na pozycji napastnika i pomocnika, reprezentant kraju.

## Kariera piłkarska

### Kariera klubowa
Ömyrtajew rozpoczął karierę w 2015 roku w zespole Szachtior Karaganda, w którym gra obecnie.

### Kariera reprezentacyjna
W reprezentacji Kazachstanu zadebiutował 19 listopada 2018 roku w meczu Ligi Narodów UEFA przeciw Gruzji, w którym zdobył bramkę. Dotychczas rozegrał dwa spotkania zdobywając dwie bramki.
| Mecze i gole w reprezentacji | Mecze i gole w reprezentacji | Mecze i gole w reprezentacji | Mecze i gole w reprezentacji | Mecze i gole w reprezentacji | Mecze i gole w reprezentacji | Mecze i gole w reprezentacji |
| Kazachstan                   | Kazachstan                   | Kazachstan                   | Kazachstan                   | Kazachstan                   | Kazachstan                   | Kazachstan                   |
| Lp.                          | Data                         | Miasto                       | Przeciwnik                   | Gol                          | Wynik                        | Rozgrywki                    |
| ---------------------------- | ---------------------------- | ---------------------------- | ---------------------------- | ---------------------------- | ---------------------------- | ---------------------------- |
| 1.                           | 19.11.2018                   | Tbilisi                      | Gruzja                       | Gol                          | 1:2                          | LN 2018/2019                 |
| 2.                           | 21.02.2019                   | Kumköy                       | Mołdawia                     | Gol                          | 1:0                          | towarzyski                   |